# أمابورا
أمابورا بلدية في ولاية بارانا في المنطقة الجنوبية من البرازيل.